# Centistes aino
Centistes aino är en stekelart som först beskrevs av Watanabe 1937.  Centistes aino ingår i släktet Centistes, och familjen bracksteklar. Inga underarter finns listade.